# Zaikino
Zaikino (en rus: Зайкино) és un poble (possiólok) de l'óblast de Tomsk, a Rússia, que el 2015 tenia 6 habitants.